# Dammtorp, Huddinge kommun

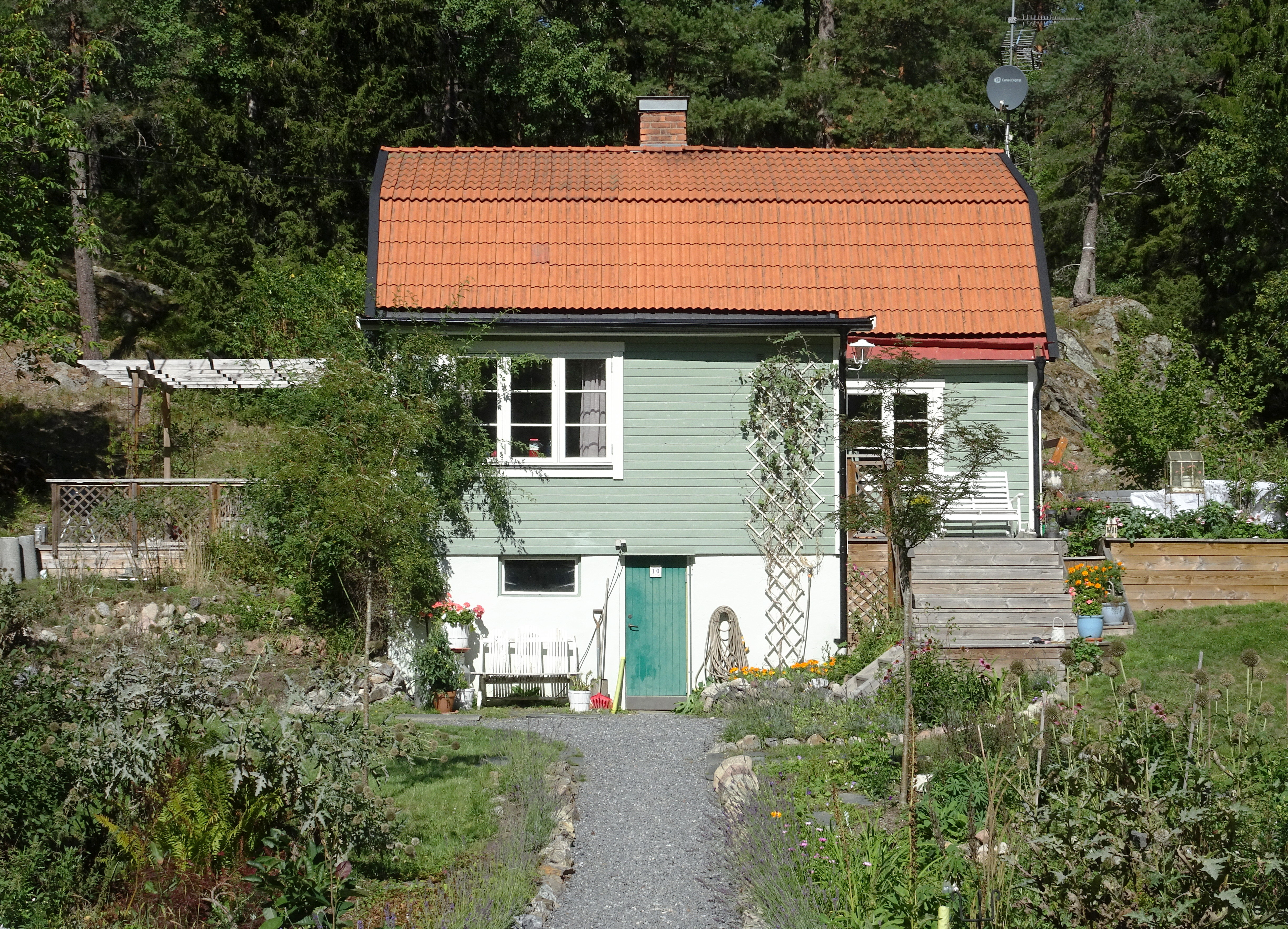
Dammtorp i augusti 2018.

Dammtorp (även kallat Dammen) ligger i Gömmarens naturreservat vid sjön Gömmarens östra utflöde i Huddinge kommun, Stockholms län. Namnet lever kvar i Dammtorpsvägen.

## Historik
Torpet uppfördes 1844 vid Fullerstaåns början nära Gömmaren. Troligen fanns här en damm, därav namnet. Torpet lydde under Wiggestabergs gård (nuvarande område Vistaberg) i Huddinge socken.  
1919 avsöndrades Dammen från Wiggestaberg och fick då heta Dammtorp. Samtidigt uppförde byggnadsarbetaren Axel Julius Thorsell, f. i Ågesta 1880, med hustrun Lovisa Albertina, f. Karlsson i Huddinge 1875, ett nytt bostadshus och 1921 även ekonomibyggnader. Under denna tid bedrevs utöver jordbruket även tvätteri med tvättstuga intill Fullerstaån, torkladan finns bevarad på fastigheten. 
Den sista torparen var Per Gustav Nilsson (född 1819) med hustru Johanna Gustava (född 1822). Båda brukade torpet fram till 1860. Till hushållet hörde två barn och en dräng. Efter 1860 blev Dammen statarbostad. I början av 1900-talet stod torpet tidvis obebodd. I samband med att Huddinge kommun avstyckade en stor del av fastigheten, 1959, blev Dammtorp om- och tillbyggt som privat villa.

## Historiska bilder

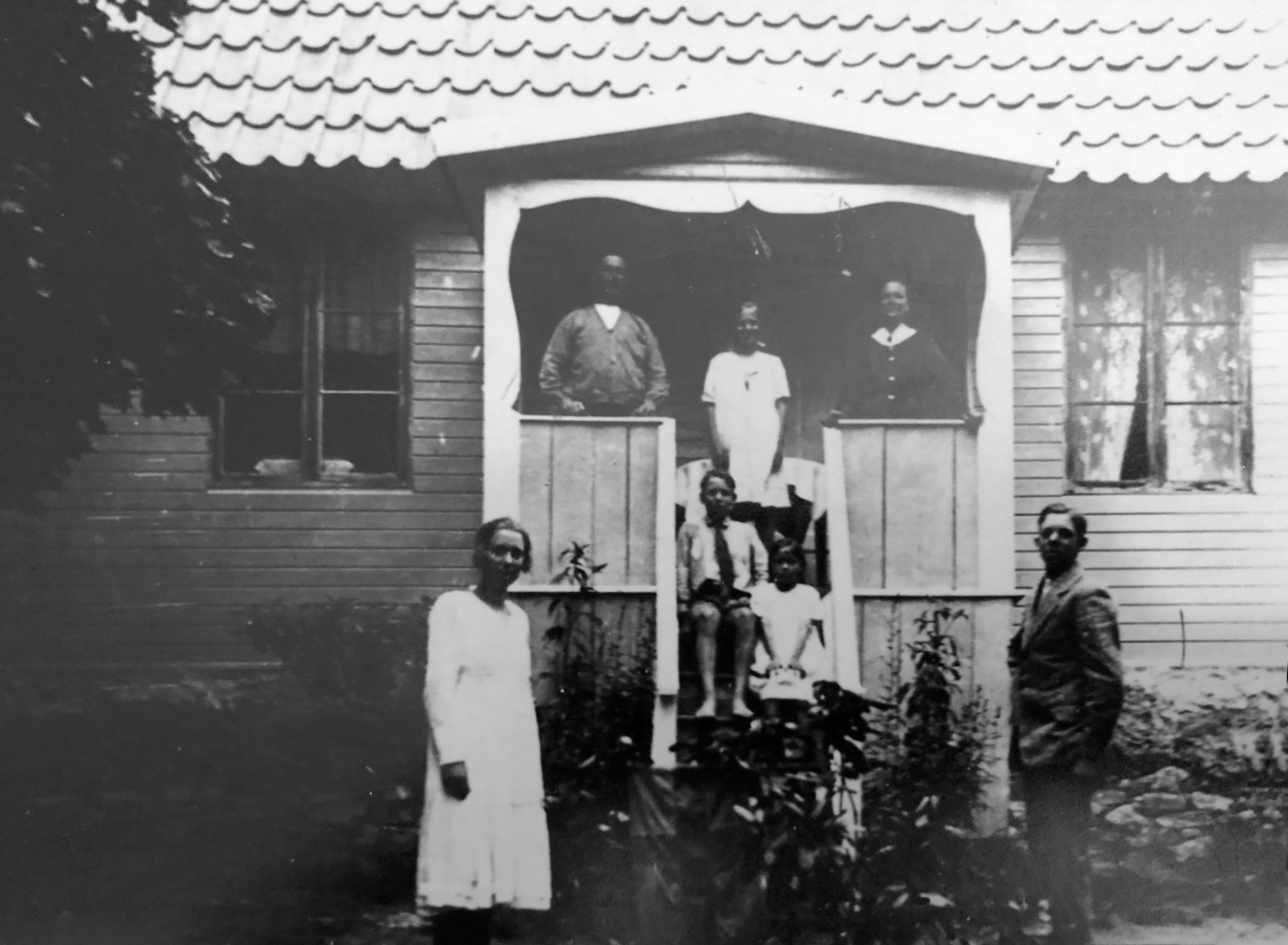
Familjen Thorsell, Dammtorp på 1920-talet.
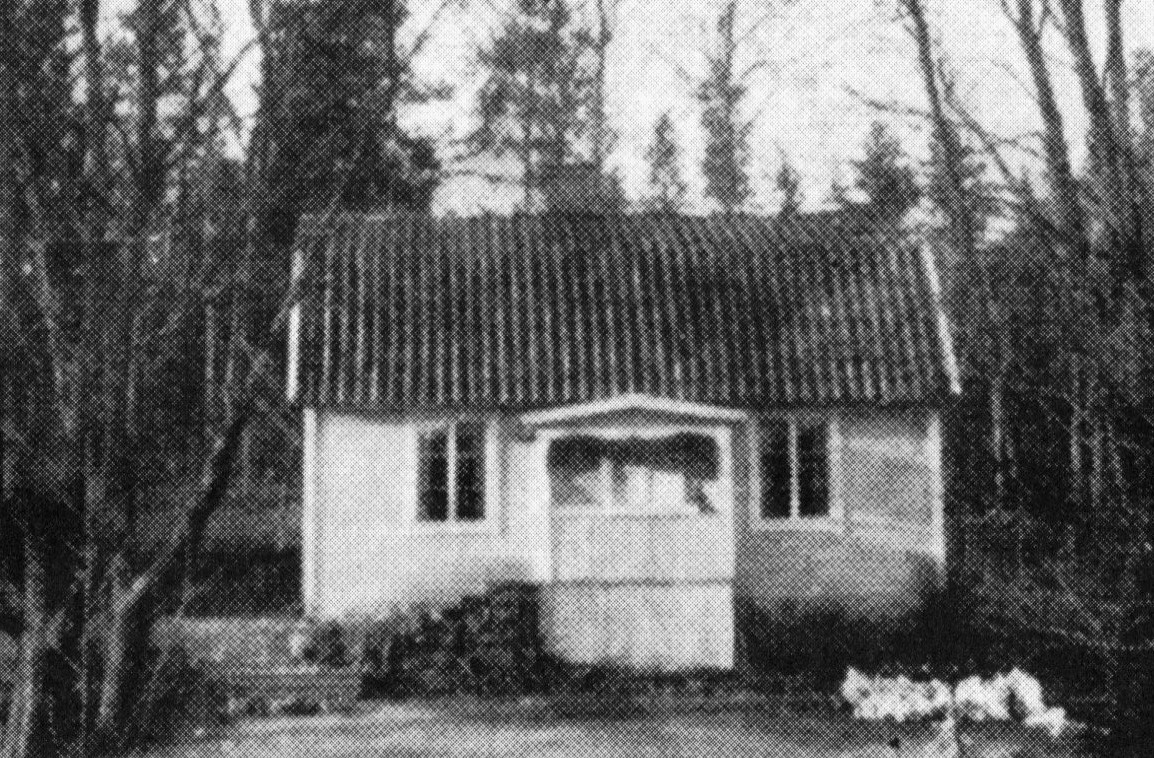
Dammtorp på 1940-talet.
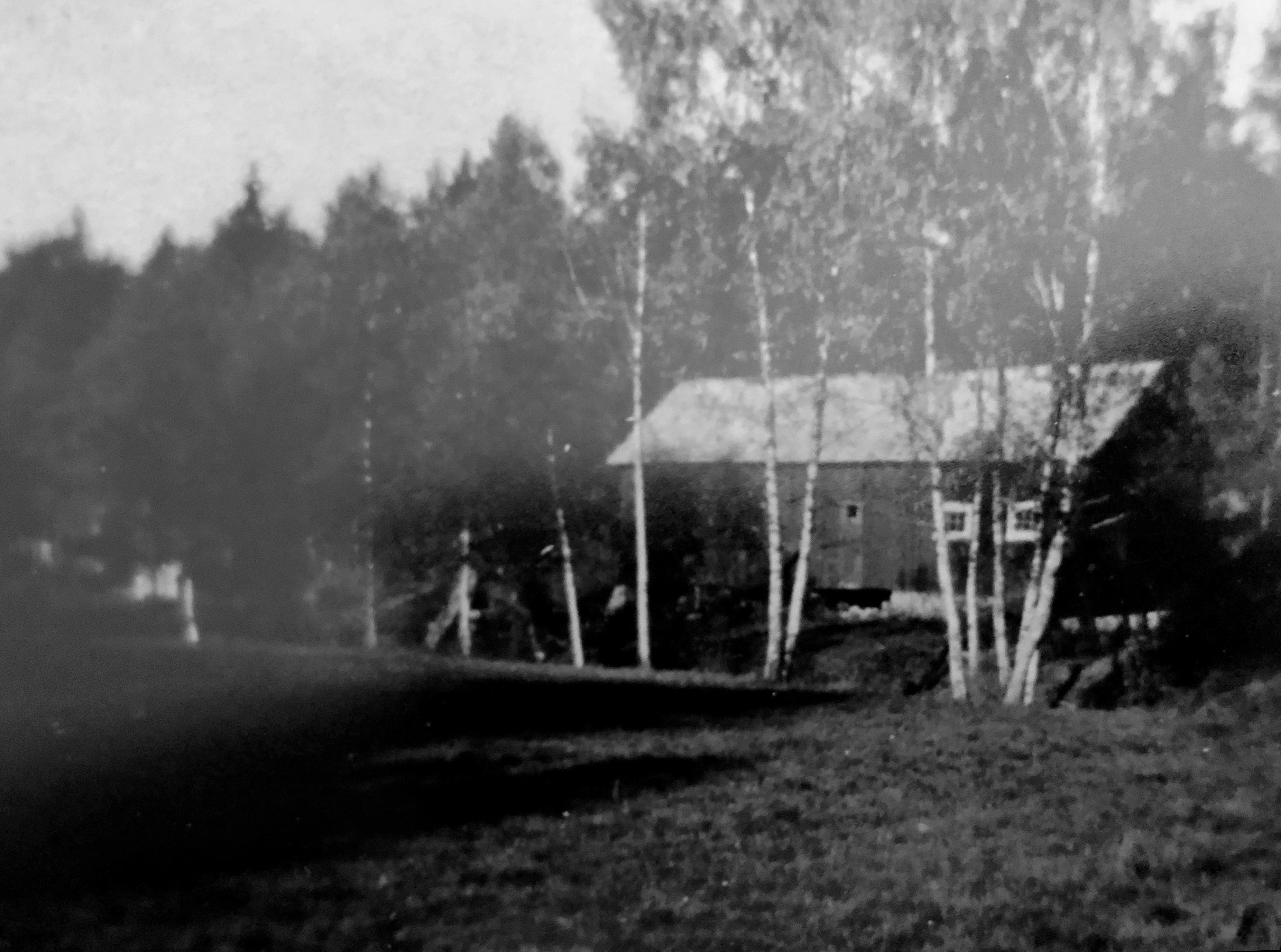
Ladan 1959
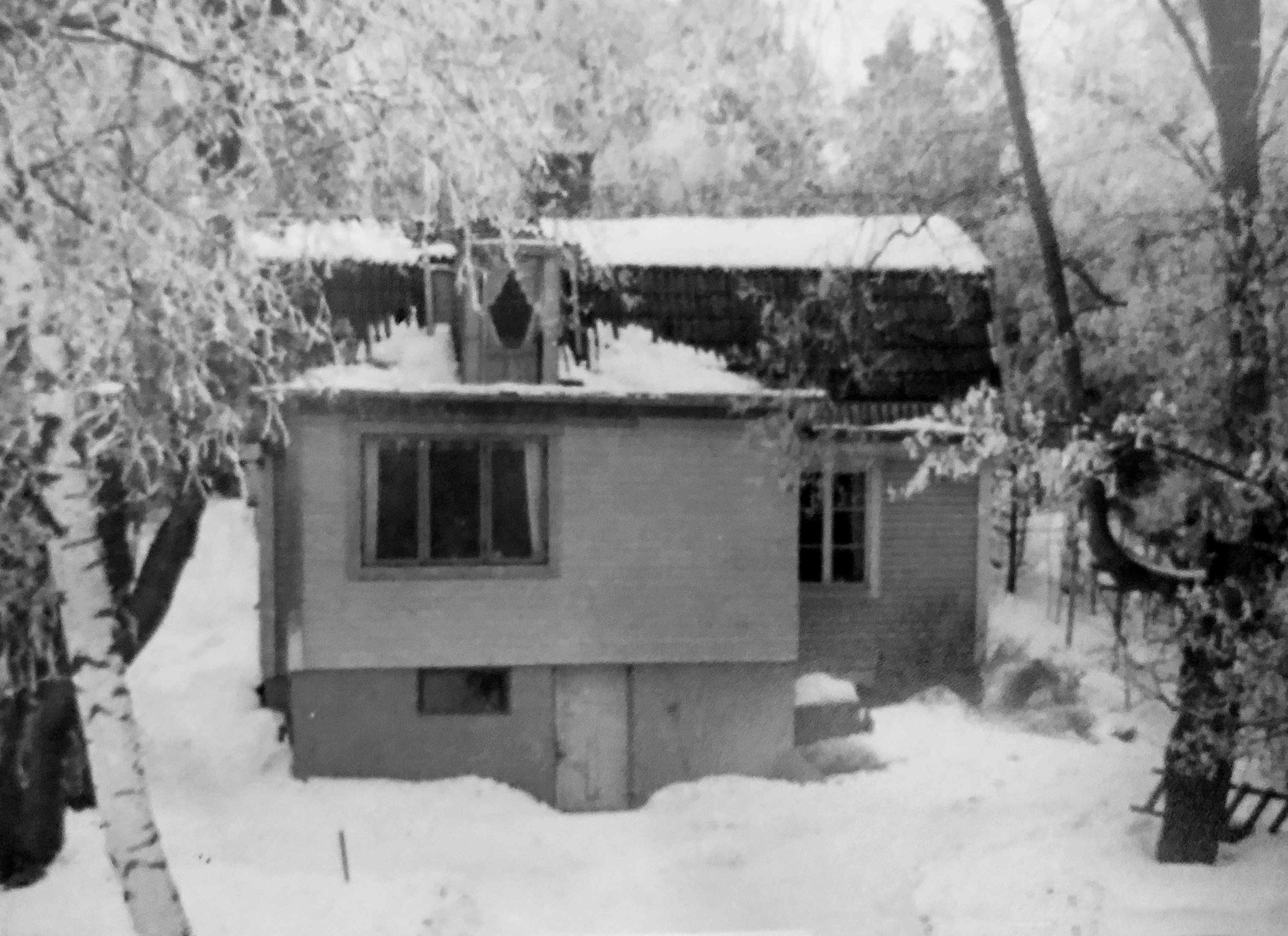
Dammtorp tidigt 1960-tal